# Volkshaus Rotthausen

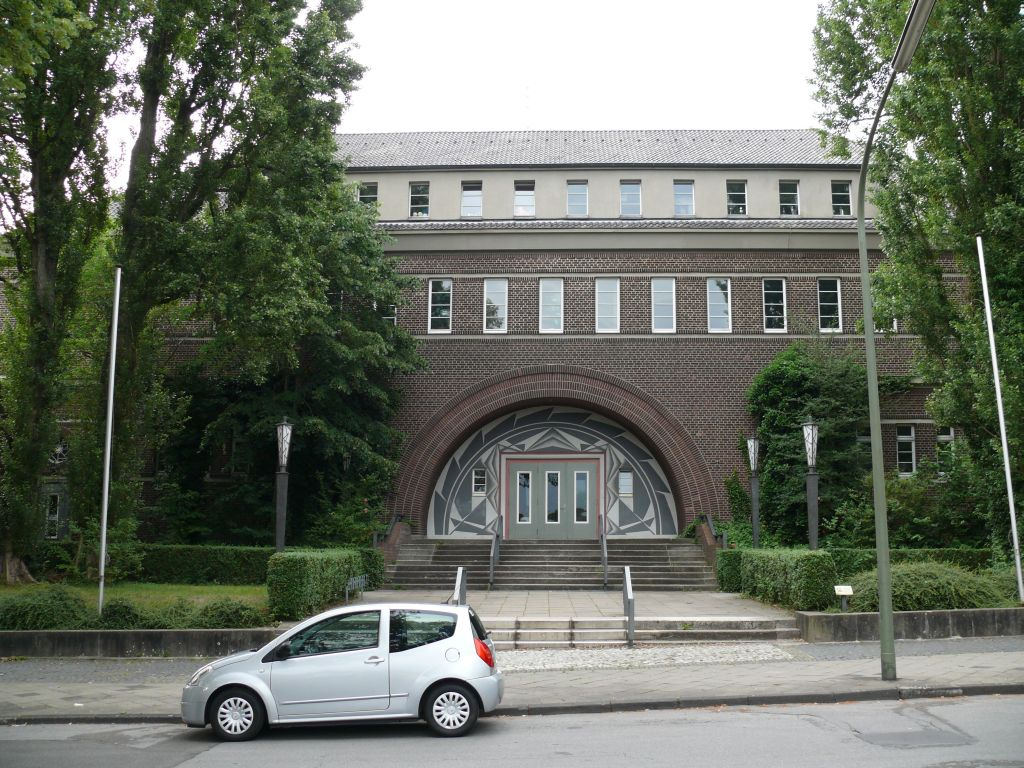
Volkshaus Rotthausen

Das Volkshaus Rotthausen ist eine Veranstaltungs- und Begegnungsstätte im Gelsenkirchener Stadtteil Rotthausen und steht seit 1986 unter Denkmalschutz.

## Geschichte
Ursprünglich als „Jugendhaus“ geplant, wurde es in den Jahren 1920 und 1921 nach Plänen des Architekten Alfred Fischer im Stil des Backstein-Expressionismus erbaut. Besonders schön sind die nach Fotos rekonstruierten schmiedeeisernen Leuchten im Eingangsbereich.
Das Volkshaus der zu dieser Zeit selbständigen Bürgermeisterei Rotthausen im Landkreis Essen wurde eine Art „Mehrzweckhaus“ und Rathaus; nach der Eingemeindung 1924 zu Gelsenkirchen erlebte es eine wechselvolle Geschichte und wurde in unterschiedlichster Weise genutzt: Es wurde Kultur- und Bürgerhaus, anschließend Jugendherberge. In der NS-Zeit war es SS-Führerschule, im Zweiten Weltkrieg diente es als Kaserne und Lager für Kriegsmaterial. Nach 1945 zur DRK-Station umfunktioniert, war es eine Zeit lang Polizeiwache, später jahrelang Lehrlingsheim der Zeche Dahlbusch.
Nach einer umfangreichen Sanierung in den Jahren 1987 und 1989 dient es heute den Rotthauser Bürgern als Kultur- und Veranstaltungsort: Neben Konzerten und Ausstellungen proben hier Musik-, Theater- und Karnevalsvereine sowie Sportvereine. Das Volkshaus ist auch Sitz des SPD-Ortsvereins Rotthausen, des Heimatbundes Gelsenkirchen e. V. sowie des Stadtteilarchivs Rotthausen e. V. und der Bergbausammlung Volkshaus Rotthausen. Ebenfalls befindet sich hier der Sitz des Tischtennis Clubs TTC 1932 Rotthausen.